# Goloroka borba
Goloroka borba je smrtonosni ali nesmrtonosni fizični spopad med dvema osebama ali z več osebami na kratki razdalji, ki ne vključuje uporabe strelnega orožja ali druge vrste orožja. Izraz ˝goloroko˝ temelji na neoboroženi način borbe, izraz je splošen in lahko vključuje tudi uporabo določenega orožja, ki ga lahko uporabljaš na zelo kratki razdalji, kot so npr. noži, palice, pendreki ali improvizirano orožje kot so razna orodja itd. Izraz goloroka borba se je prvotno nanašala na vojake na bojišču, uporablja pa se tudi kot fizična sila v kateri je lahko udeleženih več oseb to vključuje policiste, civiliste in kriminalce.
Borba na kratki razdalji običajno vključuje uporabo smrtonosnega ali nesmrtonosnega orožja. Kaj bi se naj uporabljalo je pa odvisno od omejitev, ki jih omejuje civilno pravo, vojaško pravo o pravilih bojevanja in etični kodeks. Pri borbi na kratki razdalji se uporaba strelnega orožja ali drugega orožja za daljši doseg uporablja pri moderni vojaški taktiki. Združene države Amerike vključujejo goloroko borbo v vojaški sistem bojevanja, kjer uporabljajo mešane tehnike iz različnih borilnih veščin in borilnih športov.